# Turismo en Ruanda
El turismo en Ruanda ha crecido rápidamente y es la principal fuente de renta del país. En 2010, 666 000 turistas visitaron el país, lo cual resultó en ingresos por $ 200 millones de dólares, 14 % más que el año anterior. En 2015, el turismo atrajo al país 1125 millones de dólares en inversiones. Se calcula que esa inversión privada en el sector, de la cual el 73 % tiene procedencia extranjera, creó 11 005 nuevos puestos de trabajo.
Aunque Ruanda es un país en desarrollo ubicado en el centro de África, cuenta con hoteles cinco estrellas. Para impulsar el turismo de primera clase, la Junta de Desarrollo de Ruanda, firmó en 2018 un acuerdo de tres años con el equipo de fútbol inglés Arsenal Football Club para que Ruanda sea su socio oficial de turismo y que en las camisetas del equipo aparezca el logotipo "Visite Rwanda".

## Turismo salvaje
Ruanda une la riqueza biológica del ecosistema forestal de la cuenca del Congo con las fosas tectónicas del este. Una muestra de ello es el parque nacional de los Volcanes, un área donde habita el gorila de montaña, una especie vulnerable. Los gorilas viven en un área protegida de cazadores furtivos y se cuentan en centenares.
El país ofrece a los turistas guías especializados que los conducen a través de hermosos paisajes y vida silvestre, hogar de una gran variedad de especies africanas, como hipopótamos – se cree que hay alrededor de 20 000. Las expediciones incluyen visitas a volcanes, cataratas y bosques.

## Atracciones turísticas

### Parque Nacional de los Volcanes
El Parque Nacional de los Volcanes, parte del Área de Conservación Virunga multinacional más grande, es un centro de parada para todos los safaris de gorilas de Ruanda. Se encuentra ubicado aproximadamente a dos horas en automóvil del Aeropuerto Internacional de Kigali convirtiéndolo en el parque nacional de gorilas más accesible del mundo. Compartiendo una frontera con Uganda y la República Democrática del Congo, este parque nacional es el hogar de un número creciente de gorilas de montaña en peligro crítico de extinción. Los expertos estiman que hay alrededor de 600 gorilas en el parque, lo que representa un aumento significativo de alrededor de 240-250 individuos en 1981.Además de los gorilas, el parque es el hogar de los monos dorados, una variedad de aves, reptiles, anfibios e insectos, entre otras criaturas, que juntas forman un paquete completo de safari. El Parque Nacional de los Volcanes lleva el nombre de la cadena de volcanes inactivos que forman el Macizo de Virunga; Bisoke con su verde lago de cráter, Sabyinyo, Gahinga, Muhabura y el más alto de 4.507 metros, Karisimbi.
El trekking en el Parque Nacional de los Volcanes generalmente dura entre cuatro y ocho horas, la mayor parte de las cuales se dedican a caminar a través de bosques de bambú, prados y pantanos. Los guías del servicio de parques nacionales eventualmente lo llevarán a una de las familias de gorilas habituadas. Los visitantes suelen pasar una hora observando a las criaturas mientras comen, cuidan a sus bebés e interactúan entre sí.

## Normas en Ruanda
Bolsas de plástico: Desde 2008 está prohibido introducir bolsas de polietileno en el país, y los turistas son advertidos antes de cruzar las fronteras. Desde 2019 no sólo está prohibida la importación, también su uso.
Fotografías: Hacer fotografías del aeropuerto de Kigali y de instalaciones militares está prohibido. Ruanda tiene una presencia muy visible de fuerzas de seguridad y se recomienda evitar cualquier altercado con las mismas.
Pudor: Los atentados contra el pudor están penados con prisión, como la incitación a la prostitución, adulterio y relaciones sexuales con menores.